# Burgstall Schönstein
Der Burgstall Schönstein, auch Schönstheim genannt, ist eine abgegangene Niederungsburg im Schönstheimer Wald etwa 1820 Meter nordöstlich der Kirche in Strüth, einem heutigen Stadtteil von Röttingen im Landkreis Würzburg in Bayern. Das Waldstück befindet sich zwischen Riedenheim, Oberhausen, Strüth und Röttingen nahe der heutigen Staatsstraße 2268.

## Geschichte
Die Burg wurde erstmals 1295 mit dem abgegangenen Dorf Dippach (Diepach, Dipbach und Schönstheim), einem Ort mit 16 Hofstellen, erwähnt. 1345 wurde die Burg aus dem Nachlass von Kraft II. von Hohenlohe-Weikersheim mit Teilen des Dorfes an das Bistum Würzburg verkauft und danach vermutlich nicht mehr bewohnt oder nur noch kurz genutzt. Ab 1467 wurde der Ort wegen Kriegswirren nicht mehr bewohnt und die Bevölkerung ließ sich in Riedenheim und Röttingen nieder. Die Burg begann zu verfallen und wurde 1467 in Urkunden nur noch als Burgstall genannt. In der Folgezeit wurde auf dem Burggelände vermutlich u. a. eine Ziegelhütte betrieben.

## Beschreibung
Von der auf einem spornartigen Geländeausläufer gelegenen Burganlage auf einem 30 mal 40 Meter großen Burgplateau, umgeben von einem 20 Meter breiten und 3 Meter tiefen Ringgraben zeugen noch überwucherte Steinhaufen und gut sichtbare Grabenreste. Im Westen befand sich zum Schutz gegen das ansteigende Gelände ein 120 Meter langer, 10 Meter breiter und 4 Meter tiefer Halsgraben. Neben der Burgstelle befindet sich eine Infotafel.

## Schlossbrunnengraben
Am Rande der Burgstelle und dem ehemaligen Dorf befindet sich die gefasste Quelle (Schlossbrunnen) des Rippachs mit der Jahreszahl 1588. Der Ablauf des Schlossbrunnengrabens führt einen Kilometer bis zur Staatsstraße 2268. Vermutlich bezogen schon die Dorf- und Burgbewohner ihr Wasser aus einem Vorgängerbau dieses Brunnens.

## Gemeinde Schönstheim
Obwohl das Dorf Schönstheim (Dorf Dippach) seit über 500 Jahren nicht mehr existiert, wird dennoch jährlich am 2. Mai ein Bürgermeister gewählt. Schönstheim hat Grundbesitz, deswegen existiert es noch als Waldkörperschaft. Mit dem Erlös der Wald- und der Jagdwirtschaft wird im Wesentlichen das Wegenetz erhalten und ausgebaut. Es gab einmal 16 Bauernhöfe mit insgesamt 301 Hektar Wald. Die Vertreter dieser Eigentümergemeinschaften bilden die Gemeinde Schönstheim.